# Банан-кю
Банан кю або банановий кий (англ. Banana Q, banana cue; тагал. Banana kyu) — смажений банан на бамбуковій паличці. Є популярною на Філіппінах закускою та вуличною їжею.

## Опис приготування
Готувати цей десерт дуже просто. Спочатку потрібно посмажити банани на олії, а потім покрити їх коричневим цукром та накидати на бамбукову паличку. Для приготування зазвичай використовують саба банани, які ростуть на Філіппінах.

## Етимологія
Назва десерту банан кью (banana Q, banana cue) перегукується зі словом барбекю, яке означає смажене на грилі м'ясо.